# Jiuta Wainiqolo

a Compétitions nationales et continentales officielles uniquement.

b Matchs officiels uniquement.
Dernière mise à jour le 25 juin 2025.
Jiuta Wainiqolo, né le 10 mars 1999 à Suva (Fidji), est un joueur fidjien de rugby à XV et rugby à sept. Il est international dans les deux sports. Il joue au poste d'ailier. Il est médaillé d'or avec la sélection fidjienne à sept aux Jeux olympiques de Tokyo en 2021.

## Biographie

### Jeunesse et formation
Né à Suva, Jiuta Wainiqolo est originaire du village de Namara, mais grandit à Navua,. Bien qu'il pratique déjà un peu le rugby, il focalise essentiellement son attention sur le football lors de son enfance. Il pratique ce sport avec l'équipe de son école primaire, puis de son collège lors de tournois dans le pays,. 
Considéré comme talentueux, il est retenu pour participer aux camps d'entraînements de la sélection fidjienne des moins de 20 ans. Il n'est toutefois pas retenu pour disputer le championnat d'Océanie junior. Après cette déception, il est poussé par sa famille à se consacrer au rugby. 
À la fin de l'année 2016, il rejoint le lycée de Ratu Kadavulevu (en), où il pratique parallèlement le rugby à XV et à XIII.
En rugby à XV, il joue son premier match compétitif en 2017 dans le championnat lycée local. Il s'impose rapidement au poste de centre au sein de l'équipe de l'établissement, qui remporte le championnat national en 2017 et 2018. En 2017, il représente la sélection scolaire fidjienne, et affronte ses homologues australiens et néo-zélandais,.
En rugby à XIII, il s'illustre également avec l'équipe de son établissement dans le championnat national lycéen. Il remporte ce championnat en 2018.
En 2018, il est sélectionné avec l'équipe des Fidji de rugby à XV des moins de 20 ans pour disputer le trophée mondial junior. Il participe alors à la victoire de son équipe en disputant quatre matchs, dont la finale contre les Samoa.
Après avoir terminé le lycée, il joue dans un premier temps au rugby à XV avec le Nabua Rugby Club dans le championnat amateur local. Repéré par ses qualités il joue également avec le club de Suva en Skipper Cup, et remporte le championnat.
Il passe ensuite au rugby à XIII, lorsqu'il rejoint l'académie du club australien de National Rugby League des Cronulla Sharks en 2019,. Il dispute une saison avec l'équipe des moins de 20 ans du club.
Il retourne ensuite aux Fidji jouer au rugby à XV avec Nabua et Suva, tout en disputant quelques tournois de rugby à sept.

### Début de carrière entre XV et sept
Peu après son retour à XV, Wainiqolo rejoint l'équipe professionnelle fidjienne des Fijian Drua, qui dispute le championnat australien du NRC. Pour sa première saison professionnelle, il joue cinq rencontres, et inscrit autant d'essais.
Après sa saison réussie avec les Drua, il est sélectionné pour la première fois avec l'équipe des Fidji à XV en novembre 2019 afin de disputer un match contre les Barbarians à Twickenham,. Il s'agit d'une rencontre non-officielle, jouée par une équipe fidjienne dont la plupart des cadres sont absents, et qui n'est donc pas considérée une sélection.
À la fin de l'année 2019, il est repéré par le sélectionneur de l'équipe des Fidji de rugby à sept, Gareth Baber (en), qui l'intègre à son effectif pour préparer la saison 2019-2020 des World Rugby Sevens Series. Avant le début de la saison, il joue avec les Abu Dhabi Harlequins lors d'un tournoi amical sur invitation à Dubaï. Malgré de bonnes performances, il est considéré par son sélectionneur comme trop inexpérimenté à sept, et décide de ne pas l'utiliser lors des premiers tournois,. Il est finalement écarté de l'effectif quelque temps après.
En mars 2020, il dispute le Pacific Challenge avec les Fiji Warriors (Fidji A).
Pour le reste de l'année 2020, il dispute divers tournois de rugby à sept locaux, et travaille dans la ferme familiale, en attendant la reprise des compétitions internationales après la pandémie de Covid-19,.
En 2021, il est rappelé par Gareth Baber et, après une intense préparation physique, retrouve la sélection à sept pour préparer les Jeux olympiques de Tokyo,. Il dispute dans un premier temps le tournoi national du Fiji Bitter Marist avec une équipe composée de joueurs de l'équipe nationale.
En juin 2021, il signe un contrat de trois saisons avec le RC Toulon, qu'il doit rejoindre après les Jeux olympiques, pour la saison 2021-2022 de Top 14,.
Avec les Flying Fijians, il dispute son premier tournoi officiel lors du championnat d'Océanie de rugby à sept, que son équipe remporte,.
Malgré son inexpérience, ses performances lors de la préparation lui permettent d'être sélectionné dans le groupe de douze joueurs retenus pour disputer les Jeux olympiques,. Il remporte la médaille d'or, après avoir battu l'équipe de Nouvelle-Zélande en finale, marquant à cette occasion un essai sur un exploit individuel,. Lors de la compétition, largement maîtrisée par son équipe, il marque cinq essais en six matchs, et se fait remarquer par son talent,.

### Arrivée à Toulon, et débuts internationaux (depuis 2021)
À son arrivée à Toulon, Wainiqolo joue son premier match lors d'un déplacement à Toulouse le 12 septembre 2021. Peu après ses débuts avec sa nouvelle équipe, il se blesse à un doigt à l'entraînement, ce qui nécessite une opération et six semaines d'absence. Après ce faux départ, il montre ses qualités de vitesse et d'agilité dès son retour de blessure, et s'impose rapidement dans l'effectif toulonnais, malgré la présence de joueurs comme Cheslin Kolbe ou Gabin Villière à son poste,. Avec le RCT, il dispute en tant que remplaçant la finale du Challenge européen, que son équipe perd face à Lyon,.
Lors de sa première saison en France, il est sélectionné pour la première fois avec l'équipe des Fidji de rugby à XV pour disputer la tournée d'automne en Europe. Il connaît sa première sélection le 6 novembre 2021 contre l'Espagne à Madrid. Ses débuts sont cependant de courte durée, puisqu'il doit céder sa place au bout de dix minutes de jeu, cette blessure lui faisant également rater le reste de la tournée.
À la fin de la saison 2022-2023, durant laquelle il marque huit essais, il est élu dans l'équipe type de la saison de Top 14.
À l'intersaison 2025, il rejoint le Lyon olympique universitaire.

## Palmarès

### En club
- Vainqueur de la Skipper Cup en 2018 avec Suva.
- Finaliste du Challenge européen en 2022 avec le RC Toulon.
- Vainqueur du Challenge Européen en 2023 avec le RC Toulon.

### En équipe nationale
- 2018 : Vainqueur du Trophée mondial junior avec l'équipe des Fidji de rugby à XV des moins de 20 ans.
- 2021 : Vainqueur du championnat d'Océanie avec l'équipe des Fidji de rugby à sept.
- 2021 :  Médaille d'or aux Jeux olympiques 2020 à Tokyo avec l'équipe des Fidji de rugby à sept.

### Distinctions personnelles
- Membre de l'équipe type du Championnat de France en 2023
- Meilleur marqueur d'essais de la Challenge cup en 2023